# François-Xavier Wurth-Paquet
François-Xavier Wurth (Ciutat de Luxemburg, 16 d'abril de 1801 - Ciutat de Luxemburg, 4 de febrer de 1885) fou un polític, jurista i arqueòleg luxemburguès. Va ser el president del Consell d'Estat de Luxemburg, càrrec que va exercir des del 1870 a 1871.
Nascut a la Ciutat de Luxemburg, va estudiar dret a Lieja i després va ser advocat, jutge, fiscal i el 1848 president de la Cort Superior.
Entre 1845 a 1848 va ser membre de l'Assemblea dels Estats. Elegit per representar el cantó d'Esch-sur-Alzette a l'Assemblea Constituent, el 1848. Va servir al gabinet de Charles-Mathias Simons com a Administrador General de Justícia de 1853 a 1856, i com a Administrador General d'Interior de 1856 a 1858. Més tard va ser membre del Consell d'Estat del 6 d'octubre de 1858 a 4 de febrer de 1885, i el seu president de 1870 a 1871.
Wurth-Pacquet va ser el president fundador de l'Associació Arqueològica de Luxemburg, el precursor de la Secció Històrica de l'Institut Gran Ducal, va ocupar aquest càrrec de 1845 a 1853, quan va entrar al govern, i novament des de 1876 fins a la seva mort el 1885. A les publicacions d'aquesta institució, va fer inventaris de documents antics luxemburguesos així com la publicació d'extrets. Va examinar 18.000 documents, així com còpies d'altres 60.000 documents procedents de l'estranger, donant aquesta col·lecció a l'Institut després de la seva mort. També va ajudar a establir el que avui s'ha convertit en el Museu Nacional d'Història i d'Art de Luxemburg.
La filla de Wurth-Pacquet era Hélène Wurth, qui pel seu matrimoni va entrar a formar part de la família Brasseur. El seu marit, Pierre Brasseur, va ser un magnat de la mineria que va fundar la companyia que més tard es convertiria en el grup Arbed. La parella, alhora va tenir cinc fills, incloent el polític Xavier Brasseur.